# 大矢野種保

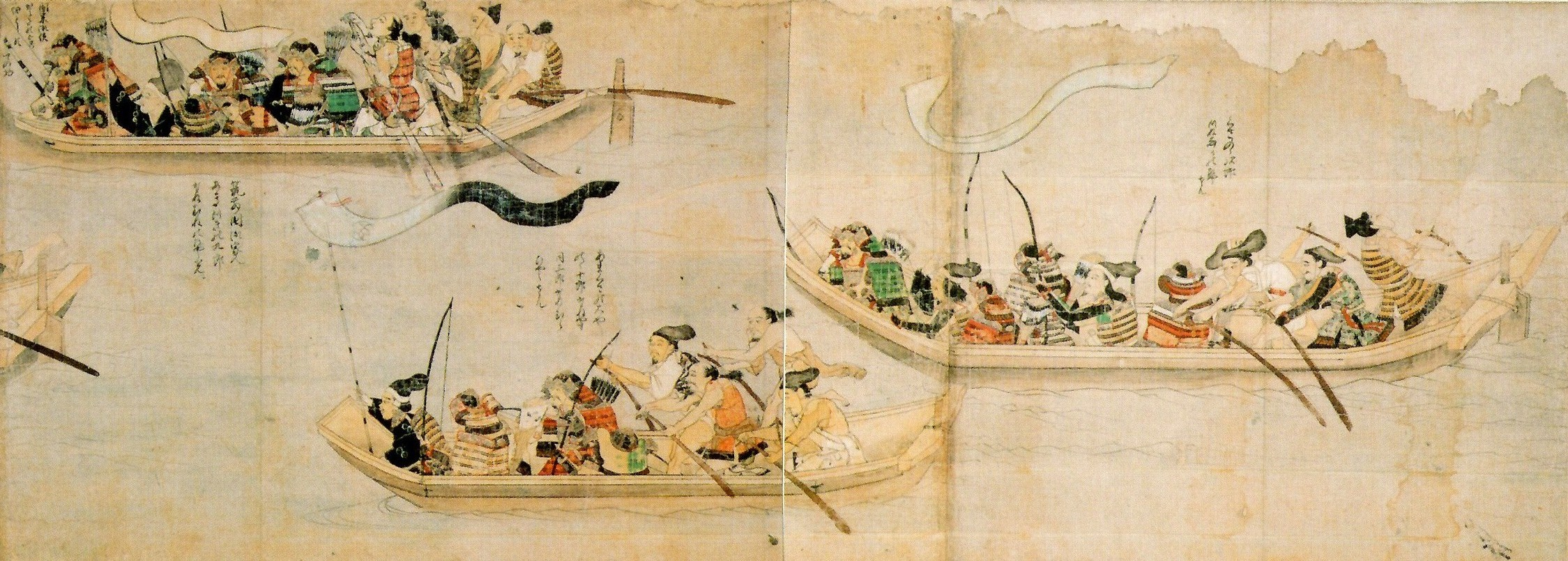
絵詞十四、中央が大矢野兄弟

大矢野 種保（おおやの たねやす、生没年不詳）は、鎌倉時代中期の武将。肥後国天草郡大矢野城主。通称は十郎。弟に三郎種村。原田種直に連なる一族。元寇に際して、九州へ襲来した元軍と戦った。
『蒙古襲来絵詞』絵十四において、草野経永・秋月種宗らの兵船と大矢野兄弟が乗る兵船が描かれている。同絵詞は制作者である竹崎家が衰退した後、宇土城主などを経て、大矢野家に伝えられた。その後、江戸時代には熊本藩に預けられ、明治時代になって宮内省に買い上げられた。その際、当時の大矢野家当主によって添えられた文書によれば、先祖が革袋に収めたこの絵を持って外出した際、渡船中に誤って水没させ、その時に絵詞が相当痛んだという。
絵詞十六にも大矢野種保の名があるが、それは江戸時代の改竄とされる。